# Мангуп (неваљалац)
Мангуп, неваљалац, беспосличар, лола, враголан, несташко. Посебан облик девијантног, неуобичајеног понашања одређених особа. Њихово понашање одступа од очекиваног, усвојених вриједносних стандарда, важећих културних манира институционисаних у пракси друштвене средине.
У данашњем смислу има и толерантну конотацију: враголан, несташко.

## Занимљивост
Политикин Забавник :
„Шта да се каже за реч мангуп? Па сви знају шта је мангуп. А некад кад се каже мангуп стока то је значило стоку, праву стоку - краве, козе, овце - која лута без власника.